# 程怀暻
程怀暻（?—?），清朝人，清朝政治人物。进士出身。
程怀暻曾接替赵炳言任苏松道道员一职，1832年由吴其泰接任。